# Nathan Appleton
Nathan Appleton (New Ipswich, New Hampshire, 1 de outubro de 1779 – Boston, 14 de julho de 1861) foi um comerciante e político americano.

## Juventude e comércio

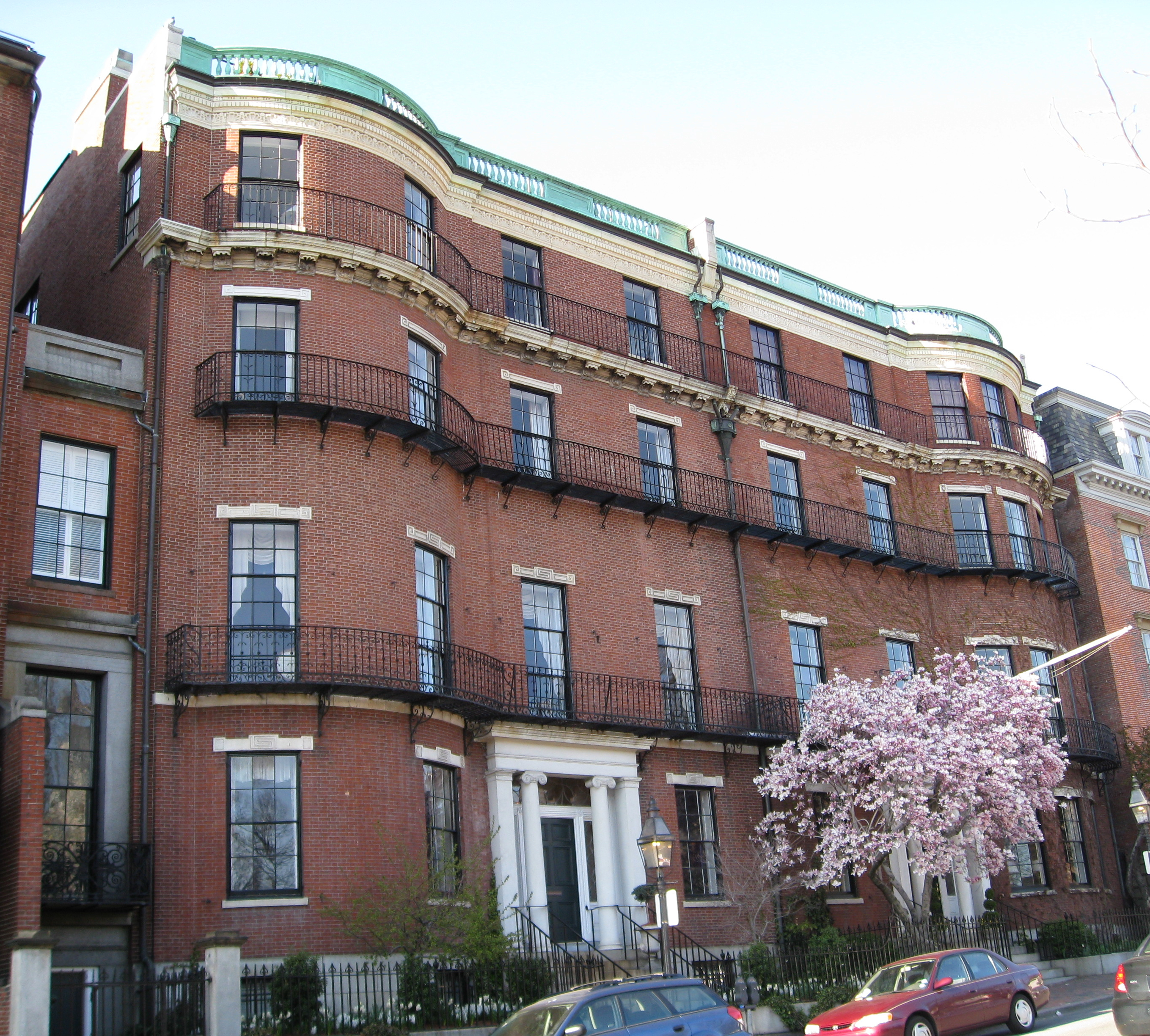
A residência de Nathan Appleton, na rua Beacon, Boston

Appleton nasceu em New Ipswich, New Hampshire, filho de Isaac Appleton e de sua esposa Mary Adams. O pai de Appleton era um diácono da igreja, e Nathan foi criado na "forma mais estrita do congregacionalismo calvinista". Foi educado na New Ipswich Academy. Ingressou na Faculdade de Dartmouth em 1794, porém, naquele mesmo ano, deixou a faculdade para começar a vida mercantil em Boston, Massachusetts no trabalho de seu irmão, Samuel Appleton (1766-1853), um bem-sucedido e benevolente homem de negócios, de quem foi sócio de 1800 a 1809.
Appleton se casou com Maria Theresa Gold em 13 de abril de 1806. Dois meses depois, contratou o artista Gilbert Stuart para pintar retratos dos noivos. O casal teve cinco filhos: Thomas Gold Appleton (1812–1884); Mary "Molly" Appleton (1813-?), que se casou com Robert James Mackintosh; Charles Sedgwick Appleton (1815–1835); Frances "Fanny" Elizabeth Appleton (1817–1861), que se casou com o poeta Henry Wadsworth Longfellow; George William Appleton (1826–1827), que morreu quando criança. Os Appletons frequentavam a Federal Street Church.
Em 1813 Appleton colaborou com Francis Cabot Lowell, Patrick Tracy Jackson, Paul Moody e outros na introdução do tear mecânico e o fabrico de algodão em grande escala nos Estados Unidos, uma fábrica foi construída em Waltham, Massachusetts em 1814. O moinho de Waltham operou o primeiro tear mecânico usado nos Estados Unidos. Com esta prova de modernidade, ele e outros compraram a hidroelétrica de Pawtucket Falls, e Appleton foi um dos fundadores da Merrimac Manufacturing Company. O assentamento, que cresceu em torno destas fábricas deu origem à cidade de Lowell, da qual em 1821 o Sr. Appleton foi um dos três fundadores. Em um panfleto intitulado A Origem de Lowell, Appleton escreveu sobre as usinas: "O contraste no caráter de nossa população trabalhadora com a da Europa tem sido a admiração da maioria dos estrangeiros inteligentes. O efeito tem sido o mais do que o dobro do salário daquela descrição de trabalho de que eram antes da introdução desta fabricação".

## Carreira política

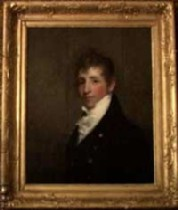
Retrato de Nathan Appleton por Gilbert Stuart, c. 1812

Appleton foi membro da corte geral de Massachusetts em 1816, 1821, 1822, 1824 e 1827. Em 1831-1833 e também 1842 atuou na Câmara dos Representantes dos Estados Unidos, na qual se destacou como defensor das taxas de proteção. Foi também membro da Academia de Ciências e Artes, e da Sociedade Histórica de Massachusetts. Publicou discursos e ensaios sobre dinheiro, bancos e tarifas, dos quais seu Remarks on Currency and Banking (ed., 1858) é o mais célebre, bem como suas memórias sobre o tear mecânico e Lowell. Foi eleito membro da Academia Americana de Artes e Ciências em 1842.
Maria Theresa Appleton morreu de tuberculose em 1833. Nathan Appleton casou novamente em 8 de janeiro de 1839, com Harriot Coffin Sumner (1802–1867), filha de Jesse Sumner, um comerciante de Boston, e de Harriot Coffin de Portland, Maine. Tiveram três filhos: William Sumner Appleton (1840–1903); Harriet Sumner Appleton (1841–1923), que se casou com Greely Stevenson Curtis; Nathan Appleton (1843–1906).
Sua filha Fanny se casou com Henry Wadsworth Longfellow em 1843. Como presente de casamento, Appleton comprou a casa na qual Longfellow alugava um quarto, agora conhecida como Sítio histórico de Longfellowe. Ele pagou 10 mil dólares pela casa. Frances escreveu a seu irmão Thomas em 30 de agosto de 1843: "Decidimos deixar papai comprar esta grande velha mansão", que também foi um quartel-general de George Washington durante a Guerra da Independência dos Estados Unidos. Nathan Appleton também comprou o terreno do outro lado da rua, relatado pela mãe de Longfellow: "de modo que a vista para o rio Charles não possa ser obstruída".
Appleton era também primo de William Appleton.

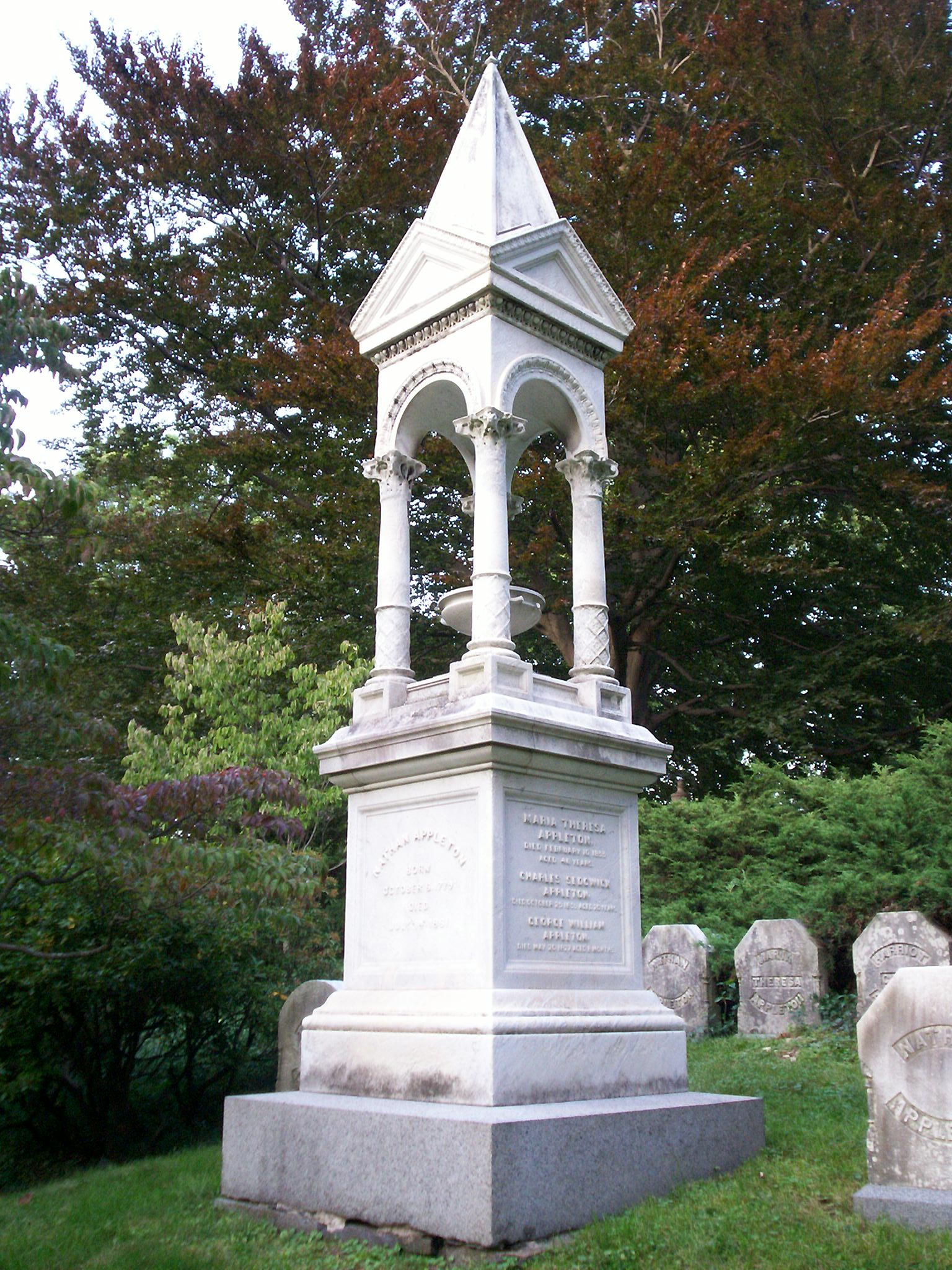
Sepultura de Nathan Appleton e de outros membros da família Appleton no Mount Auburn Cemetery

Fanny Appleton morreu em 10 de julho de 1861, depois de acidentalmente ter se queimado com fogo; seu pai estava muito doente para participar de seu funeral. Appleton morreu no dia seguinte, em Boston, em 14 de julho de 1861.